# NGC 981
NGC 981 este o galaxie spirală situată în constelația Balena. A fost descoperită în 1886 de către Ormond Stone⁠(d).